# Alerte Cobra : Team 2
 (mars 2020).
Alerte Cobra : Team 2 (Alarm für Cobra 11 - Einsatz für Team 2) est une série policière, d'action, humoristique, sentimentale et dramatique allemande diffusée de 2003 à 2005  sur la chaîne RTL. Cette série est le spin-off d'Alerte Cobra.
En France, la série a été diffusée pour la première fois en 2003 sur TF1.

## Origine
Alerte Cobra : Team 2 est le nom du spin-off d'Alerte Cobra. Après le succès d'Alerte Cobra, RTL voulut surfer sur la mode des séries américaines qui se déclinent en spin-off telles que Les Experts et créa Alarm für Cobra 11 - Einsatz für Team 2.

## Contexte
Cette série met en scène un autre duo d'inspecteurs de la brigade autoroutière ayant comme nom de code "Cobra 12". Ces collègues de Tom Kranich et Sami Gerçan se nomment Frank Traber et Suzanna Von Landitz. Cette série compte uniquement deux saisons à son actif malgré les efforts de RTL. Il faut dire que RTL et Action Concept avaient sorti la grosse artillerie. Pour le lancement de la série, Action Concept tourna un téléfilm explosif dans lequel apparaissent Tom Kranich et Sami Gerçan. Et bien sûr, le grand spectacle fut au rendez-vous. Il remporta d’ailleurs un Stunt Award à Hollywood.

## Distribution

### Personnages principaux
| Acteurs         | Rôle                                                                  | Présence      | Voitures (éventuellement de fonction)                                 |
| --------------- | --------------------------------------------------------------------- | ------------- | --------------------------------------------------------------------- |
| Hendrik Duryn   | Frank Traber, Commissaire principal de la brigade autoroutière        | Épisodes 1-11 | Mercedes-Benz Classe E (W 210) E 230 Mercedes-Benz ML 270 CDI (W 163) |
| Julia Stinshoff | Suzanna Von Landitz, Commissaire principal de la brigade autoroutière | Épisodes 1-11 | Mercedes-Benz Classe C (W203) C 320 Sportcoupé                        |

### Personnages secondaires
| Acteurs                                    | Rôle                                                  | Présence      |
| ------------------------------------------ | ----------------------------------------------------- | ------------- |
| Charlotte Schwab (VF : Léonce Wapplehorst) | Anna Engelhardt, Chef de la brigade autoroutière      | Épisodes 1-11 |
| Gottfried Vollmer (VF : Raphaël Anciaux)   | Dieter Bonrath, Collègue de Frank et Suzanna          | Épisodes 1-11 |
| Dietmar Huhn (VF : François Mairet)        | Horst Herzberger, Collègue de Frank et Suzanna        | Épisodes 1-11 |
| Carina Wiese (VF : Carole Baillien)        | Andrea Schäfer, Secrétaire de la brigade autoroutière | Épisodes 1-11 |
| Erdoğan Atalay (VF : Frédéric Meaux)       | Sami Gerçan, Inspecteur de police, équipe Cobra 11    | Épisode 1     |
| René Steinke (VF : David Manet)            | Tom Kranich, Inspecteur de police, équipe Cobra 11    | Épisode 1     |

## Épisodes
Légende :
Fond vert : Premier épisode de la série.
Fond rouge : Dernier épisode de la série.

### Première saison (2003-2004)
| No épisodes / saison | N° d'épisodes | Titres                                                        | Duos d'inspecteurs principaux      |
| -------------------- | ------------- | ------------------------------------------------------------- | ---------------------------------- |
| 1                    | 1             | Le chat et la souris (Countdown auf der Todesbrücke) - 90 min | Frank Traber / Suzanna Von landitz |
| 2                    | 2             | Rêves mortels (Tödliche Träume)                               | Frank Traber / Suzanna Von landitz |
| 3                    | 3             | Un flic sous le charme (Strafversetzt)                        | Frank Traber / Suzanna Von landitz |
| 4                    | 4             | Sombre passé (Verschwunden)                                   | Frank Traber / Suzanna Von landitz |
| 5                    | 5             | Témoin oculaire (Der Augenzeuge)                              | Frank Traber / Suzanna Von landitz |

### Deuxième saison (2004-2005)
| No épisodes / saison | N° d'épisodes | Titres                                    | Duos d'inspecteurs principaux      |
| -------------------- | ------------- | ----------------------------------------- | ---------------------------------- |
| 1                    | 6             | Jour de chance (Zahltag)                  | Frank Traber / Suzanna Von landitz |
| 2                    | 7             | L'art de la séduction (Eiskalte Gier)     | Frank Traber / Suzanna Von landitz |
| 3                    | 8             | Le justicier de la route (Die Abrechnung) | Frank Traber / Suzanna Von landitz |
| 4                    | 9             | Le prince charmant (Fahrschule)           | Frank Traber / Suzanna Von landitz |
| 5                    | 10            | Engrenages infernals (Explosive Mischung) | Frank Traber / Suzanna Von landitz |
| 6                    | 11            | Guet-apens (Zeugenschutz)                 | Frank Traber / Suzanna Von landitz |

## Diffusion internationale
- En version originale
 Allemagne : RTL Television
En version française
 Suisse : RTS Un
 France : TF1
Autres versions
 Espagne : Cuatro
 Italie :  Rai 2